# خليل جبران (نحات)
خليل جي. جبران (29 نوفمبر 1922 - 13 أبريل 2008) يُعرف أحيانًا باسم «كاليل جورج جبران» (يفضل الفنان التهجئة الأمريكية لاسمه الأول)، هو رسام ونحات لبناني أمريكي من بوسطن في ماساتشوستس. تلقى جبران بوصفه واحدًا من طلاب الرسام الألماني الأمريكي (كارل زيربي) الذي كان مدرسًا في مدرسة متحف الفنون الجميلة في بوسطن، إشادة بأنه رسام واقعي ساحر عندما عرض أعماله مع فنانين ناشئين آخرين في أواخر أربعينيات القرن العشرين الذين عرفوا فيما بعد باسم «تعبيريو بوسطن». لُقّب باسم «سيد المواد» كفنان وكمرمم فني. تحول إلى النحت في منتصف الخمسينيات. في عام 1972 وفي محاولة منه لفصل هويته عن هوية واسم قريبه الشهير مؤلف كتاب النبي «جبران خليل جبران»، الذي كان قريبًا له من جهة أبيه نيكولاس جبران وأمه روز جبران، شارك مع زوجته جين في كتابة سيرة ذاتية عن حياة الشاعر بعنوان خليل جبران حياته وعالمه. عرف جبران بامتلاكه مجموعة من المواهب الفنية مثل الرسم والنحت على الخشب والشمع والحجر بالإضافة إلى تلحيم وصناعة المعدات.

## سنواته المبكرة

### طفولته
طمح جبران لأن يكون فنانًا منذ عمر السابعة. كان الابن الثالث من أصل خمسة أبناء وسمي تيمنًا باسم قريبه وعرّابه فيما بعد الشاعر جبران خليل جبران. نتيجة هذه القرابة المضاعفة من جهة الأب والأم، تلقى تربيته ضمن عائلته المهاجرة من أصل لبناني في بوسطن. أمضى جبران الكثير من الوقت في ورشة النجارة لأبيه، وتعلم من والده الذي كان نجار أثاث، الكثير عن صناعة الأدوات وساعد في تصميم الآلات الوترية من ضمنها الكمان المصغر الذي افتخر به طيلة حياته.
عاش جبران فيما يعرف اليوم بالحي الصيني في بوسطن والتحق بمدارس محلية عامة. تردد بشكل دوري حين كان طفلًا صغيرًا إلى دار دينيسون حيث كان يشاهد أحيانًا الباحثة الاجتماعية أميليا إيرهارت وهي تقود سيارتها الصفراء الشهيرة. زار بانتظام المكتبة العمومية المحلية واستمتع بصناعة أشياء غريبة كالسيف المعقوف من قصة إدغار آلان بو الحفرة والبندول أو المقصلة من رواية قصة مدينتين. نال ذكرًا مشرّفًا في عمر الحادية عشرة في مسابقة وطنية لنحت الصابون، وحصل على جائزة لورانس للفن في سنته الأخيرة في المدرسة الإنجليزية الثانوية.

### دراسته
التحق جبران بمدرسة متحف الفنون الجميلة في بوسطن عام 1940. عُرض عليه منحة دراسية كاملة مدفوعة التكاليف في حال ركز اهتمامه على النحت، لكنه اختار منحة دراسية جزئية قُدمت له من قسم الرسم حيث درس مع كارل زيربي. شكلت هذه التجربة حياته المهنية، واستحضر مرة هذا القول: «لقد كان المكان عبارة عن ورشة عمل. سمحوا لنا بتطوير رؤيتنا الخاصة بعد أن أمدونا بأساسيات الرسم والتشريح والتقنيات والمواد». أصبح الفنان الشاب معروفًا بأنه سيد المواد المتنوعة بعد فوزه بمسابقة بويت الصيفية في عام 1942. عرف باسم جبران المتوتر بسبب إنتاجه الفني الغزير، يحرضه على ذلك كمية وافرة من الطاقة العصبية والقلق العميق بألا يكون عبئًا على عائلته. حصل على جائزة كارل زيربي في عام 1943 بعد وقت قصير من دراسته لجدارية دخول الجنة، وغادر المدرسة ليتدرب لدى العديد من المنظمات المتعلقة بالمهن اليدوية.
عمل كرسام لفترة قصيرة خلال الحرب العالمية الثانية في مختبر هارفارد للصوت تحت الماء. قادته خبرته في النحت لاحقًا للعمل لدى مارتن هايليغمان وهو ملمّع للتحف القيمة وبراويز الصور. بعد عثوره على استديو جوي ستريت في بيكون هيل بدأ بالعمل أيضًا لدى بوريس ميرسكي الذي كان معرضه تشارلز ستريت مكانًا لجذب فناني وجامعي الفن في بوسطن. اشتهر الفنان الشاب بامتلاكه الموهبة وصقل مهاراته في مختبر حفظ الأعمال الفنية التابع لمتحف فوغ في جامعة هارفارد. حصل أخيرًا على استديو في شارع 15 فايت في قرية بوسطن باي حيث استقر هناك كموظف مستقل في عمله، يرمم ويصلح قطعًا فنية قيمة خلال النهار ويرسم خلال الليل. التقى بعد فترة وجيزة من انتقاله بالنحات والمرمم الفني مورتون سي. برادلي وحافظ الاثنان على صداقة طويلة الأمد.

## مهنته المبكرة

### الرسم
عرض جبران أولًا أعمالًا إبداعية أصلية في معرض تشارلز ستريت التابع لبوريس ميرسكي في عام 1944. كانت المراجعة الفنية لأعماله في يناير من عام 1946 سببًا في تقديمه لعالم الفن في بوسطن: «السيد جبران في أوائل العشرينيات من عمره... إنه صوفي ويسعى إلى الرمزية في أعماله التي يمكنها إيصال الكثير من الأفكار السامية... وهو أيضًا رومانسي ينتمي إلى عشيرة ريدون الفنية الحالمة». في معرض آخر من معارض ستيوارت آرت غاليري وُصِف عمله ستادي أوف إي هيد بأنه: «مشروع بسيط لشاب متصوف آخر من بوسطن». ظهرت لوحاته بعد وقت قصير في سيمفوني هول إلى جانب لوحات من تنفيذ مرشده ومعلمه الفنان كارل زيربي ضمن مجموعة من الأعمال التي اختيرت من قبل فنانين معاصرين بعنوان تخيلات في الفن. كتب أحد النقاد: «يوجد أيضًا بين هذه التخيلات فنانون حالمون يستشفون صورًا عبر غشاوة الحلم الرقيقة... وبورتريهات خليل جبران خير مثال على ذلك».